# Joaquim Muratet
Joaquim „Quim“ Muratet (* 27. März 2003) ist ein spanischer Eishockeyspieler, der seine gesamte bisherige Karriere beim FC Barcelona verbracht hat und mit dem Klub in der Superliga spielt.

## Karriere
Joaquim Muratet begann seine Karriere als Eishockeyspieler in der Jugend des FC Barcelona, für dessen Herren-Mannschaft er in der Saison 2019/20 sein Debüt in der Superliga gab. Mit den Katalanen wurde er 2021 und 2022 spanischer Meister.

### International
Für Spanien nahm Muratet im Juniorenbereich an der U18-Weltmeisterschaft 2019 und den U20-Weltmeisterschaften 2020, 2022 und 2023 jeweils in der Division II teil.
Im Seniorenbereich stand er erstmals bei der Weltmeisterschaft 2023 in der Division II im spanischen Aufgebot, als ihm mit den Iberern nach zwölf Jahren die Rückkehr in die Division I gelang.

## Erfolge und Auszeichnungen
- 2021 Spanischer Meister mit dem FC Barcelona
- 2022 Spanischer Meister mit dem FC Barcelona
- 2023 Aufstieg in die Division I, Gruppe B, bei der Weltmeisterschaft der Division II, Gruppe A